# Saison 2000-2001 de la LNH
Saison précédente Saison suivante
La saison 2000-2001 est la 84e saison régulière de la Ligue nationale de hockey. Trente équipes, deux de plus que la saison précédente, ont disputé chacune 82 matchs.

## Saison régulière
Deux nouvelles franchises, les Blue Jackets de Columbus et le Wild du Minnesota, s'ajoutent aux vingt-huit équipes existantes et sont intégrées dans l'association de l'Ouest. Pour leur permettre de former leur effectif, un repêchage d'expansion est organisé au cours duquel elles peuvent chacune choisir un joueur par équipe existante à l'exception des Predators de Nashville et des Thrashers d'Atlanta, les deux équipes les plus récemment arrivées dans la LNH.
Le 27 décembre 2000, Mario Lemieux décide de reprendre sa carrière après une retraite de trois ans et demi ; lors de son premier match, après 33 secondes de jeu, il fait une passe décisive à son coéquipier Jaromír Jágr ; ce dernier gagne son cinquième trophée Art-Ross à la fin de la saison. Lemieux, qui ne joue que 43 matchs, inscrit 76 points et termine 26e pointeur de la LNH avec la plus grande moyenne de points par match.
Le Wild du Minnesota retire le numéro 1 des Minnesota Wild Fans le 12 octobre 2000 ; le 25 janvier 2001, les Penguins de Pittsburgh retirent le numéro 21 de Michel Brière.

### Classements finaux
- * Les franchises championnes de division sont classées aux trois premières places de chaque association ; les équipes classées aux huit premières places de chaque division sont qualifiées pour les séries éliminatoires et sont indiquées dans des lignes de couleur.

| Clt   | Équipe                    | Division   | PJ | V  | D  | N  | DP | BP  | BC  | Pts |
| ----- | ------------------------- | ---------- | -- | -- | -- | -- | -- | --- | --- | --- |
| +001, | Devils du New Jersey      | Atlantique | 82 | 48 | 19 | 12 | 3  | 295 | 195 | 111 |
| +002, | Sénateurs d'Ottawa        | Nord-Est   | 82 | 48 | 21 | 9  | 4  | 274 | 205 | 109 |
| +003, | Capitals de Washington    | Sud-Est    | 82 | 41 | 27 | 10 | 4  | 233 | 211 | 96  |
| +004, | Flyers de Philadelphie    | Atlantique | 82 | 43 | 25 | 11 | 3  | 240 | 207 | 100 |
| +005, | Sabres de Buffalo         | Nord-Est   | 82 | 46 | 30 | 5  | 1  | 218 | 184 | 98  |
| +006, | Penguins de Pittsburgh    | Atlantique | 82 | 42 | 28 | 9  | 3  | 281 | 256 | 96  |
| +007, | Maple Leafs de Toronto    | Nord-Est   | 82 | 37 | 29 | 11 | 5  | 232 | 207 | 90  |
| +008, | Hurricanes de la Caroline | Sud-Est    | 82 | 38 | 32 | 9  | 3  | 212 | 225 | 88  |
| +009, | Bruins de Boston          | Nord-Est   | 82 | 36 | 30 | 8  | 8  | 227 | 249 | 88  |
| +010, | Rangers de New York       | Atlantique | 82 | 33 | 43 | 5  | 1  | 250 | 290 | 72  |
| +011, | Canadiens de Montréal     | Nord-Est   | 82 | 28 | 40 | 8  | 6  | 206 | 232 | 70  |
| +012, | Panthers de la Floride    | Sud-Est    | 82 | 22 | 38 | 13 | 9  | 200 | 246 | 66  |
| +013, | Thrashers d'Atlanta       | Sud-Est    | 82 | 23 | 45 | 12 | 2  | 211 | 289 | 60  |
| +014, | Lightning de Tampa Bay    | Sud-Est    | 82 | 24 | 47 | 6  | 5  | 201 | 280 | 59  |
| +015, | Islanders de New York     | Atlantique | 82 | 21 | 51 | 7  | 3  | 185 | 268 | 52  |

| Clt   | Équipe                   | Division   | PJ | V  | D  | N  | DP | BP  | BC  | Pts |
| ----- | ------------------------ | ---------- | -- | -- | -- | -- | -- | --- | --- | --- |
| +001, | Avalanche du Colorado    | Nord-Ouest | 82 | 52 | 16 | 10 | 4  | 270 | 192 | 118 |
| +002, | Red Wings de Détroit     | Centrale   | 82 | 49 | 20 | 9  | 4  | 253 | 202 | 111 |
| +003, | Stars de Dallas          | Pacifique  | 82 | 48 | 24 | 8  | 2  | 241 | 187 | 106 |
| +004, | Blues de Saint-Louis     | Centrale   | 82 | 43 | 22 | 12 | 5  | 249 | 195 | 103 |
| +005, | Sharks de San José       | Pacifique  | 82 | 40 | 27 | 12 | 3  | 217 | 192 | 95  |
| +006, | Oilers d'Edmonton        | Nord-Ouest | 82 | 39 | 28 | 12 | 3  | 243 | 222 | 93  |
| +007, | Kings de Los Angeles     | Pacifique  | 82 | 38 | 28 | 13 | 3  | 252 | 228 | 92  |
| +008, | Canucks de Vancouver     | Nord-Ouest | 82 | 36 | 28 | 11 | 7  | 239 | 238 | 90  |
| +009, | Coyotes de Phoenix       | Pacifique  | 82 | 35 | 27 | 17 | 3  | 214 | 212 | 90  |
| +010, | Predators de Nashville   | Centrale   | 82 | 34 | 36 | 9  | 3  | 186 | 200 | 80  |
| +011, | Flames de Calgary        | Nord-Ouest | 82 | 27 | 36 | 15 | 4  | 197 | 236 | 73  |
| +012, | Blackhawks de Chicago    | Centrale   | 82 | 29 | 40 | 8  | 5  | 210 | 246 | 71  |
| +013, | Blue Jackets de Columbus | Centrale   | 82 | 28 | 39 | 9  | 6  | 190 | 233 | 71  |
| +014, | Wild du Minnesota        | Nord-Ouest | 82 | 25 | 39 | 13 | 5  | 168 | 210 | 68  |
| +015, | Mighty Ducks d'Anaheim   | Pacifique  | 82 | 25 | 41 | 11 | 5  | 188 | 245 | 66  |

- Champion de la saison régulière
- Champion de division
- Qualifié pour les séries éliminatoires

### Meilleurs pointeurs
| Joueur           | Équipe      | PJ | B  | A  | Pts |
| ---------------- | ----------- | -- | -- | -- | --- |
| Jaromír Jágr     | Pittsburgh  | 81 | 52 | 69 | 121 |
| Joe Sakic        | Colorado    | 82 | 54 | 64 | 118 |
| Patrik Eliáš     | New Jersey  | 82 | 40 | 56 | 96  |
| Alekseï Kovaliov | Pittsburgh  | 79 | 44 | 51 | 95  |
| Jason Allison    | Boston      | 82 | 36 | 59 | 95  |
| Martin Straka    | Pittsburgh  | 82 | 27 | 68 | 95  |
| Pavel Boure      | Floride     | 82 | 59 | 33 | 92  |
| Doug Weight      | Edmonton    | 82 | 25 | 65 | 90  |
| Žigmund Pálffy   | Los Angeles | 73 | 38 | 51 | 89  |
| Peter Forsberg   | Colorado    | 73 | 27 | 62 | 89  |

## Séries éliminatoires de la Coupe Stanley

### Finale de la Coupe Stanley
L'Avalanche du Colorado remporte la Coupe Stanley et le défenseur Raymond Bourque gagne la Coupe Stanley après 22 saisons de LNH, dont 21 avec les Bruins de Boston. C'est Patrick Roy, gardien de l'Avalanche, qui remporte le trophée Conn-Smythe, trophée remit au joueur ayant été le plus utile pendant les séries éliminatoires.
- 26 mai : Colorado 5-0 New Jersey
- 29 mai : Colorado 1-2 New Jersey
- 31 mai : New Jersey 1-3 Colorado
- 2 juin : New Jersey 3-2 Colorado
- 4 juin : Colorado 1-4 New Jersey
- 7 juin : New Jersey 0-4 Colorado
- 9 juin : Colorado 3-1 New Jersey

## Récompenses
La remise des trophées a eu lieu à Toronto.

### Trophées
| Trophée                      | Vainqueur                                  | Équipe                                     |
| ---------------------------- | ------------------------------------------ | ------------------------------------------ |
| Trophée Calder               | Ievgueni Nabokov                           | Sharks de San José                         |
| Trophée Lester-B.-Pearson    | Joe Sakic                                  | Avalanche du Colorado                      |
| Trophée Art-Ross             | Jaromír Jágr                               | Penguins de Pittsburgh                     |
| Trophée Hart                 | Joe Sakic                                  | Avalanche du Colorado                      |
| Trophée Conn-Smythe          | Patrick Roy                                | Avalanche du Colorado                      |
| Trophée Bill-Masterton       | Adam Graves                                | Rangers de New York                        |
| Trophée Frank-J.-Selke       | John Madden                                | Devils du New Jersey                       |
| Trophée Jack-Adams           | Bill Barber                                | Flyers de Philadelphie                     |
| Trophée James-Norris         | Nicklas Lidström                           | Red Wings de Détroit                       |
| Trophée King-Clancy          | Shjon Podein                               | Avalanche du Colorado                      |
| Trophée Lady Byng            | Joe Sakic                                  | Avalanche du Colorado                      |
| Trophée Lester-Patrick       | Gary Bettman, Scotty Bowman et David Poile | Gary Bettman, Scotty Bowman et David Poile |
| Trophée Maurice-Richard      | Pavel Boure                                | Panthers de la Floride                     |
| Trophée Vézina               | Dominik Hašek                              | Sabres de Buffalo                          |
| Trophée William-M.-Jennings  | Dominik Hašek                              | Sabres de Buffalo                          |
| Trophée Roger-Crozier        | Marty Turco                                | Stars de Dallas                            |
| Trophée plus-moins de la LNH | Joe Sakic Patrik Eliáš                     | Avalanche du Colorado Devils du New Jersey |

| Trophée                      | Équipe                |
| ---------------------------- | --------------------- |
| Trophée Clarence-S.-Campbell | Avalanche du Colorado |
| Trophée Prince de Galles     | Devils du New Jersey  |
| Trophée des présidents       | Avalanche du Colorado |
| Coupe Stanley                | Avalanche du Colorado |

### Équipes d'étoiles

#### Première et deuxième équipe
| Position       | Première équipe  | Première équipe        | Deuxième équipe | Deuxième équipe        |
| Position       | Joueur           | Équipe                 | Joueur          | Équipe                 |
| -------------- | ---------------- | ---------------------- | --------------- | ---------------------- |
| Gardien de but | Dominik Hašek    | Sabres de Buffalo      | Roman Čechmánek | Flyers de Philadelphie |
| Défenseur      | Raymond Bourque  | Avalanche du Colorado  | Rob Blake       | Avalanche du Colorado  |
| Défenseur      | Nicklas Lidström | Red Wings de Détroit   | Scott Stevens   | Devils du New Jersey   |
| Ailier gauche  | Patrik Eliáš     | Devils du New Jersey   | Luc Robitaille  | Kings de Los Angeles   |
| Centre         | Joe Sakic        | Avalanche du Colorado  | Mario Lemieux   | Penguins de Pittsburgh |
| Ailier droit   | Jaromír Jágr     | Penguins de Pittsburgh | Pavel Boure     | Panthers de la Floride |

#### Équipe des recrues
| Position       | Joueur            | Équipe                    |
| -------------- | ----------------- | ------------------------- |
| Gardien de but | Ievgueni Nabokov  | Sharks de San José        |
| Défenseur      | Ľubomír Višňovský | Kings de Los Angeles      |
| Défenseur      | Colin White       | Devils du New Jersey      |
| Attaquant      | Martin Havlát     | Sénateurs d'Ottawa        |
| Attaquant      | Brad Richards     | Lightning de Tampa Bay    |
| Attaquant      | Shane Willis      | Hurricanes de la Caroline |